# ライスハレ

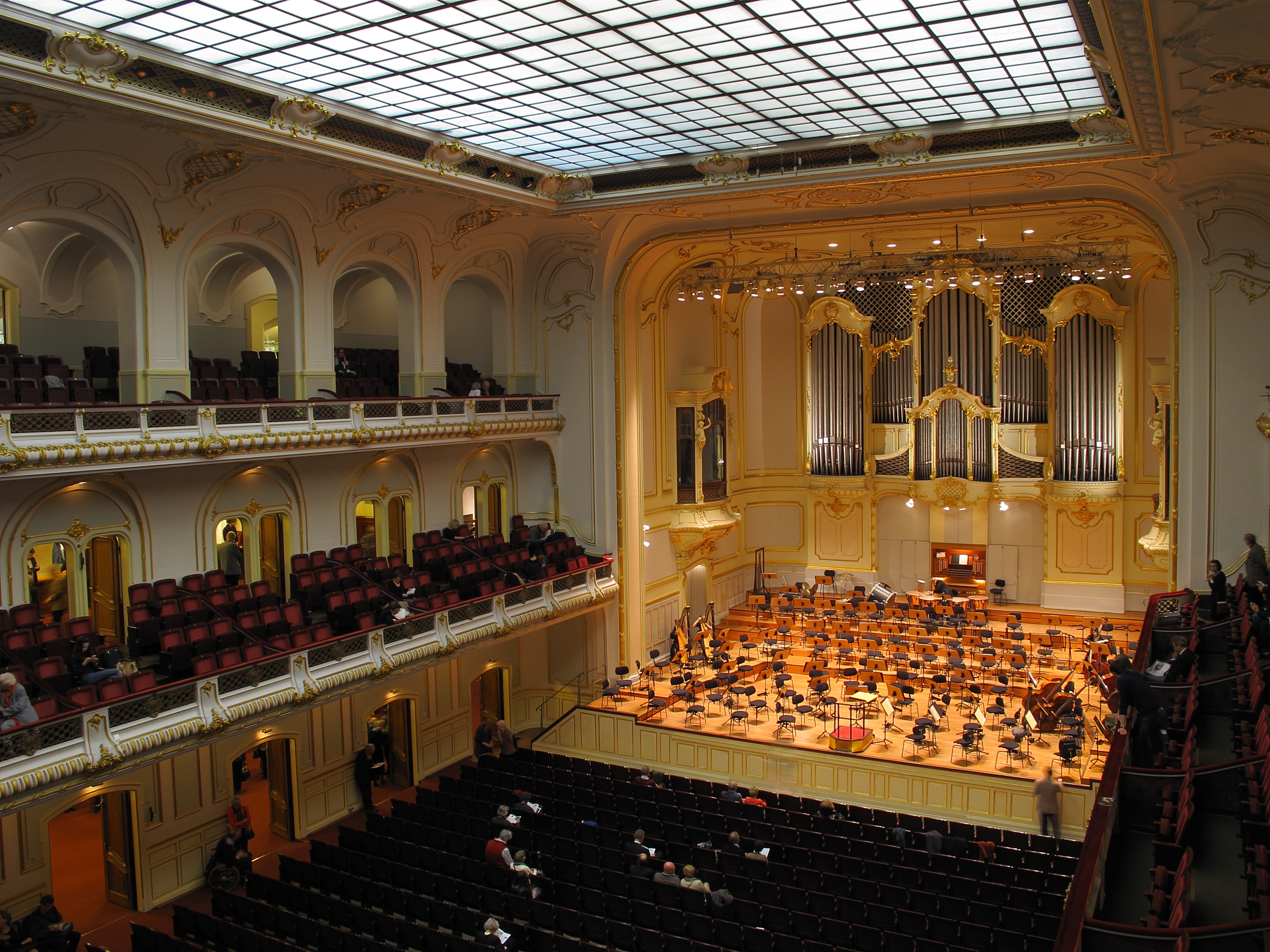
ホール内観

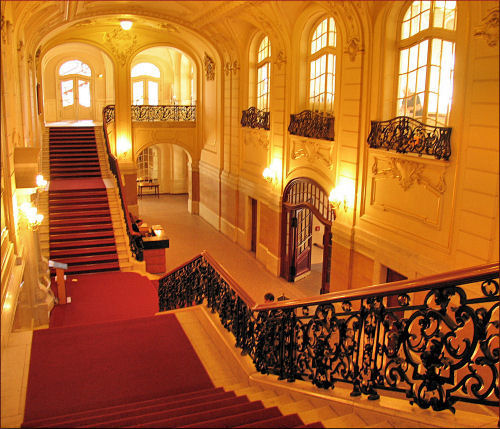

ライスハレ (独: Laeiszhalle) は、ドイツのハンブルクにあるコンサートホールで、現在はハンブルク交響楽団の本拠地となっている。2016年までは北ドイツ放送交響楽団の本拠地でもあった。2005年1月に旧称のムジークハレ (独: Musikhalle) から、現在の名称に改称された。

## 概要
コンサートホール設立のために、ハンブルクの船主カール・ライスとその妻ゾフィー・ライスが市へ寄付金を献納した後、建築家のマルティン・ハラーとエミール・メーヴァインの設計により、1904年から1908年の間に建設が進められた。
2008年には、落成100周年を記念したコンサートが多く催された。

## ホール
- グローサーザール（大ホール）- 2,023席
- クライナーザール（小ホール）- 639席